# جون استخمن
جون استخمن (هلندی: John Stegeman؛ زادهٔ ۲۷ اوت ۱۹۷۶) بازیکن سابق و مربی فوتبال اهل هلند است.